# Kanehira Imai
Kanehira Imai (今井兼平, ?-21 février 1184) était un samouraï de la fin de l'ère Heian, vassal de Minamoto no Yoshinaka durant la guerre de Gempei. Il est resté célèbre pour la façon pour le moins originale dont il s'est donné la mort.
Il participa à plusieurs batailles pour le compte de Yoshinaka, et en 1183, commanda même ses troupes lors du siège de Fukuryūji.
Lorsque Yoshinaka trahit son clan et fut contraint de fuir Kyoto en février 1184, Kanehira lui resta fidèle et le rejoignit à Seto, avant de combattre à ses côtés lors de la bataille d'Awazu. Lorsque Yoshinaka fut tué et qu'il devint évident que la bataille était perdue, Kanehira se suicida en se jetant de son cheval en tenant son sabre dans sa bouche.